# Circonscription de Tanger-Assilah
La circonscription de Tanger-Assilah est la circonscriptions législatives marocaines de la préfecture de Tanger-Assilah située en région Tanger-Tétouan-Al Hoceïma. Elle est représentée dans la Xe législature par Abdellatif Berroho, Mohamed Khayi, Samir Abdelmoula, Fouad El Omari et Mohamed Zemmouri.

## Historique des députations
| Législature | Début de mandat  | Fin de mandat    | Députés | Députés                | Députés | Députés                  | Députés | Députés                     | Députés | Députés              | Députés | Députés               |
| ----------- | ---------------- | ---------------- | ------- | ---------------------- | ------- | ------------------------ | ------- | --------------------------- | ------- | -------------------- | ------- | --------------------- |
| IXe         | 26 novembre 2011 | 7 octobre 2016   |         | Mohamed Diaz (PJD)     |         | Abdellatif Berroho (PJD) |         | Saida Chaker Metalssi (RNI) |         | Fouad El Omari (PAM) |         | Mohamed Zemmouri (UC) |
| Xe          | 8 octobre 2016   | 8 septembre 2021 |         | Mohamed Khayi (PJD)    |         | Abdellatif Berroho (PJD) |         | Samir Abdelmoula (PJD)      |         | Fouad El Omari (PAM) |         | Mohamed Zemmouri (UC) |
| XIe         | 9 septembre 2021 | ?                |         | Mohamed El Hamami (PI) |         | Abdelkader Taher (USFP)  |         | Omar Moro (RNI)             |         | Adil Edfouf (PAM)    |         | Mohamed Zemmouri (UC) |

## Historique des élections

### Élections de 2016
| Parti            | Parti                                         | Voix    | %      | Député(s) élus     |  |
| ---------------- | --------------------------------------------- | ------- | ------ | ------------------ |  |
|                  | Parti de la justice et du développement (PJD) | 60 278  | 54,59  | Abdellatif Berroho |  |
| Mohamed Khayi    | Parti de la justice et du développement (PJD) | 60 278  | 54,59  |                    |  |
| Samir Abdelmoula | Parti de la justice et du développement (PJD) | 60 278  | 54,59  |                    |  |
|                  | Parti authenticité et modernité (PAM)         | 25 948  | 23,50  | Fouad El Omari     |  |
|                  | Union constitutionnelle (UC)                  | 10 636  | 9,63   | Mohamed Zemmouri   |  |
|                  | Rassemblement national des indépendants (RNI) | 6 525   | 5,91   |                    |  |
|                  | Fédération de la gauche démocratique (FGD)    | 2 668   | 2,42   |                    |  |
|                  | Parti de l'Istiqlal (PI)                      | 1 746   | 1,58   |                    |  |
|                  | Union socialiste des forces populaires (USFP) | 748     | 0,68   |                    |  |
|                  | Parti du progrès et du socialisme (PPS)       | 660     | 0,60   |                    |  |
|                  | Parti du centre social (PCS)                  | 242     | 0,22   |                    |  |
|                  | Parti Al Ahd Addimocrati (AHD)                | 197     | 0,18   |                    |  |
|                  | Parti de la renaissance et de la vertu (PRV)  | 165     | 0,15   |                    |  |
|                  | Parti de la gauche verte (PGV)                | 164     | 0,15   |                    |  |
|                  | Parti des Néo-Démocrates (PND)                | 138     | 0,12   |                    |  |
|                  | Parti de la renaissance (PAN)                 | 117     | 0,11   |                    |  |
|                  | Parti démocratique de l'indépendance (PDI)    | 99      | 0,09   |                    |  |
|                  | Parti de la société démocratique (PSD)        | 86      | 0,08   |                    |  |
|                  |                                               |         |        |                    |  |
| Inscrits         | Inscrits                                      | 229 933 | 100,00 |                    |  |
| Abstentions      | Abstentions                                   | 119 516 | 63,43  |                    |  |
| Exprimés         | Exprimés                                      | 110 417 | 36,57  |                    |  |

### Élections de 2021
| Parti       | Parti                                                       | Voix    | %      | Députés élus      |  |
| ----------- | ----------------------------------------------------------- | ------- | ------ | ----------------- |  |
|             | Union constitutionnelle (UC)                                | 22 821  | 19,65  | Mohamed Zemmouri  |  |
|             | Parti de l'Istiqlal (PI)                                    | 21 218  | 18,27  | Mohamed El Hamami |  |
|             | Parti authenticité et modernité (PAM)                       | 20 131  | 17,33  | Adil Edfouf       |  |
|             | Rassemblement national des indépendants (RNI)               | 19 900  | 17,13  | Omar Moro         |  |
|             | Union socialiste des forces populaires (USFP)               | 11 650  | 10,03  | Abdelkader Taher  |  |
|             | Parti de la justice et du développement (PJD)               | 8 010   | 6,90   |                   |  |
|             | Mouvement populaire (MP)                                    | 2 567   | 2,21   |                   |  |
|             | Parti du progrès et du socialisme (PPS)                     | 2 485   | 2,14   |                   |  |
|             | Parti socialiste unifié (PSU)                               | 1 410   | 1,21   |                   |  |
|             | Parti des Néo-Démocrates (PND)                              | 1 059   | 0,91   |                   |  |
|             | Parti du centre social (PCS)                                | 938     | 0,81   |                   |  |
|             | Parti vert marocain (PVM)                                   | 792     | 0,68   |                   |  |
|             | Alliance de la fédération de gauche (AGD)                   | 654     | 0,56   |                   |  |
|             | Parti de l'Espoir (PE)                                      | 558     | 0,48   |                   |  |
|             | Parti de l'environnement et du développement durable (PEDD) | 437     | 0,38   |                   |  |
|             | Parti de la renaissance (PAN)                               | 371     | 0,32   |                   |  |
|             | Mouvement démocratique et social (MDS)                      | 349     | 0,30   |                   |  |
|             | Parti de l'unité et de la démocratie (PUD)                  | 316     | 0,27   |                   |  |
|             | Parti de la renaissance et de la vertu (PRV)                | 158     | 0,14   |                   |  |
|             | Parti travailliste (PT)                                     | 130     | 0,11   |                   |  |
|             | Union marocaine pour la démocratie (UMD)                    | 123     | 0,11   |                   |  |
|             | Parti démocratique de l'indépendance (PDI)                  | 51      | 0,04   |                   |  |
|             | Parti de la liberté et de la justice sociale (PLJS)         | 16      | 0,01   |                   |  |
|             |                                                             |         |        |                   |  |
| Inscrits    | Inscrits                                                    | 351 952 | 100,00 |                   |  |
| Abstentions | Abstentions                                                 | 235 808 | 67,00  |                   |  |
| Exprimés    | Exprimés                                                    | 116 144 | 33,00  |                   |  |